# László Rajczsy
László Rajczsy (* 9. března 1950) byl slovenský a československý politik maďarské národnosti, po sametové revoluci poslanec Sněmovny národů za Maďarské křesťanskodemokratické hnutí, které zakládal, později z MKDH vyloučen.

## Biografie
V březnu 1990 patřil na ustavujícím sněmu mezi zakladatele Maďarského křesťanskodemokratického hnutí a stal se jeho tajemníkem. Ve volbách roku 1990 zasedl do slovenské části Sněmovny národů (volební obvod Západoslovenský kraj) za Maďarské kresťanskodemokratické hnutie, respektive za koalici hnutí Együttélés a Maďarského křesťanskodemokratického hnutí. Později se ale se svou stranou rozešel. Již v prosinci 1990 oznamují poslanci za MKDH, že Rajczsy není členem jejich klubu, distancují se od něho a nesouhlasí s jeho aktivitami. Na 3. sněmu MKDH konaném v Dunajské Stredě v únoru 1991 byl odvolán z funkce tajemníka MKDH. Po příštích několik měsíců působil jako nezařazený poslanec. Ve Federálním shromáždění setrval do července 1991, kdy na mandát poslance rezignoval. Nahradil ho István Bajnok.
V roce 2008 na oslavách 10 let existence Strany maďarské koalice nmu bylo uděleno ocenění za jeho politickou práci v MKDH.